# Ruróni Kensin: A legenda vége
A Ruróni Kensin : A legenda vége (るろうに剣心 伝説の最期編; Hepburn: Rurouni Kenshin: Densetsu no Saigo-hen; angol címén Rurouni Kenshin: The Legend Ends) 2014-ben bemutatott történelmi akciófilm, mely Vacuki Nobuhiro azonos című mangasorozatán alapul. A filmet Ótomo Keisi rendezte, a főszerepben Szató Takeru és Takei Emi látható. A 2012-ben bemutatott Ruróni Kensin: A kezdetek és a 2014 augusztusában bemutatott Ruróni Kensin: Pokol Kiotóban című filmek folytatása. A filmhez a One Ok Rock együttes írt betétdalt.

## Cselekmény
Himura Kensin az előző részben elindult, hogy megküzdjön Sisio Makotóval, aki át akarja venni a hatalmat Japán felett. A mérkőzés azonban rosszul sikerül, az elrabolt Kaorut a tengerbe taszítják Sisio vashajójának fedélzetéről és Kensin utána ugrik.
A film nyitó jelenetében a gyermek Kensin látható, aki halottak sírját ássa. A fiúra Hiko Szeidzsúró talál rá, és tanítványává fogadja. Kensin az ő otthonában ébred a tengeri megpróbáltatások után, mestere nyalábolta fel a tengerpartra sodort, sérült férfit. Kensin megkéri mesterét, hogy tanítsa meg neki a halálos Amakakeru rju no hirameki-technikát, amelynek segítségével legyőzheti a félelmetesen erős tűzszörnnyé változott Sisiót. Mestere szerint Kensinből hiányzik valami, és amíg nem jön rá, mi az, nem fogja tudni elsajátítani a technikát. A kétségbeesett Kensin, aki halottnak hiszi Kaorut, képtelen legyőzni mesterét és megtanulni a titkos csapást, míg rá nem döbben, hogy hitokiriként elkövetett orgyilkosságai miatt olyan mértékű bűntudattal él, hogy saját életét semmire sem becsüli. Mestere megtanítja neki, hogy az ő saját élete is fontos és védendő, és csak akkor lesz képes legyőzni Sisiót, ha rádöbben, hogy életben kell maradnia.
Időközben Szanoszuke és Jahiko Miszao segítségével megtalálják az eszméletlen Kaorut, akit egy kórházban ápolnak. Miszao elviszi a hírt Kensinnek, aki most már annak tudatában indul el Sisio ellen, hogy szerelme él. Tokióba vezető útját azonban elállja Sinomori Aosi, aki tíz éve képtelen letenni arról, hogy elvegye Kensintől a legjobb kardforgató címet, ezért Okinát, az Onivabansú szervezet fejét is hajlandó megölni, pedig valaha ő is ennek a szervezetnek a tagja volt. Kensin legyőzi Aosit, akit Miszao vesz gondjaiba, annak ellenére, hogy a férfi megölte a nagyapját.
Kensint hazaérkezvén Megumi fogadja, aki megígérteti vele, hogy élve kerül ki a csatából. Ekkor megjelennek a rendőrök, akiknek kiadták a parancsot: fogják el Kensint. Sisio sakkban tartja a miniszterelnököt, Kensin kivégzését követelve tőle. Kensin hagyja, hogy elvigyék, majd a miniszterelnöknél kieszközöli, hogy kivégzése színjáték legyen, amelynek segítségével feljuthat Sisio hajójára. Kensint így a tengerpartra vezetik, ahol a tömeg és Sisio emberei szeme láttára felsorolják bűneit és felkészülnek a lefejezésére, melyet az éppen odaérkező Szanoszuke, Jahiko és Kaoru is döbbenettel néz végig. A kivégzés azonban megrendezett, a hóhér Fudzsita, aki elvágja Kensin köteleit. Ádáz csata veszi kezdetét, melybe Szanoszuke is bekapcsolódik, és együtt jutnak fel Sisio hajójára, ahol meg kell küzdeniük a szörnyeteg embereivel. Kensin legyőzi a fiatal Szeta Szódzsirót, most már tisztán látva a fiú gyenge pontjait.
Kezdetét veszi a végső harc Sisióval, aki azonban borzasztóan erős, Kensin alig bír vele. Fudzsita, Aosi és Szanoszuke is segítségére siet, de együtt sem bírnak a tüzet okádó szörnnyé változott egykori orgyilkossal. Sisio teste azonban eléri teljesítőképessége határát, mivel teljes testfelülete megégett, képtelen az izzadásra, orvosai figyelmeztették, hogy a megerőltető harc vége öngyulladás lehet. Kensin, bár maga is alig áll a lábán a sérülésektől, kifárasztja Sisiót, majd beveti az elsajátított titkos csapást, amivel ugyan megölni nem tudja, hiszen kardjának nincs éle, de átbillenti Sisiót a tűrőképessége határán és a férfi a szemük láttára lángra lobban és elég. Halála előtt Kensin közli Sisióval, hogy az orgyilkosok ideje lejárt, új korszak kezdődött, véget kell vetni a gyilkolásnak.
A sebesült szamurájok elhagyják a süllyedő, a katonaság által ágyúzott hajót. A tengerparton Kaoru támogatásával Kensin elindul hazafelé, a miniszterelnök pedig háláját fejezi ki a szamurájoknak: tisztelegnek előttük, ám a férfi azt is közli Kensinnel, hogy Hitokiri Battószai mindörökre halott, most már Himura Kensinként éljen tovább.
A záró jelenetben a felgyógyult Kensin élvezi az őszi napsütést a dodzsóban, miközben Kaoru fiatal tanítványokat edz. Kaoru megjegyzi, hogy Hitokiri Battószai tettei lassan feledésbe merülnek, és itt az ideje új korszakban élnie Kensinnek. Kensin a lány felé fordulva megkérdi, szeretne-e vele élni ebben az új korszakban.

## Szereplők
- Szató Takeru, mint Himura Kensin (Hitokiri Battószai), vándor kardforgató, korábban orgyilkos
- Takei Emi, mint Kamija Kaoru, Kensin szerelme
- Aoki Munetaka, mint Szagara Szanoszuke, Kensin barátja
- Ójagi Kaito, mint Mjódzsin Jahiko, Kaoru tanítványa
- Fudzsivara Tacuja, mint Sisio Makoto, egykori orgyilkos
- Kamiki Rjúnoszuke, mint Szeta Szódzsiró, Sisio egyik embere
- Aoi Jú, mint Takani Megumi, orvosnő, korábban méregkeverő
- Takahasi Mearidzsun, mint Komagata Jumi, Sisio asszonya
- Iszeja Júszuke, mint Sinomori Aosi, az Onivabansú kémhálózat tagja, aki gyűlöli Kensint
- Cucsija Tao, mint Makimacsi Miszao, az Onivabansú tagja
- Fukujama Maszaharu, mint Hiko Szeidzsúró, Kensin mestere
- Egocsi Jószuke, mint Szaitó Hadzsime, a Sinszengumi egykori tagja, aki jelenleg rendőrként dolgozik, Fudzsita Goró álnéven
- Tanaka Min, mint Okina, az Onivabansú feje, Miszao nagyapja

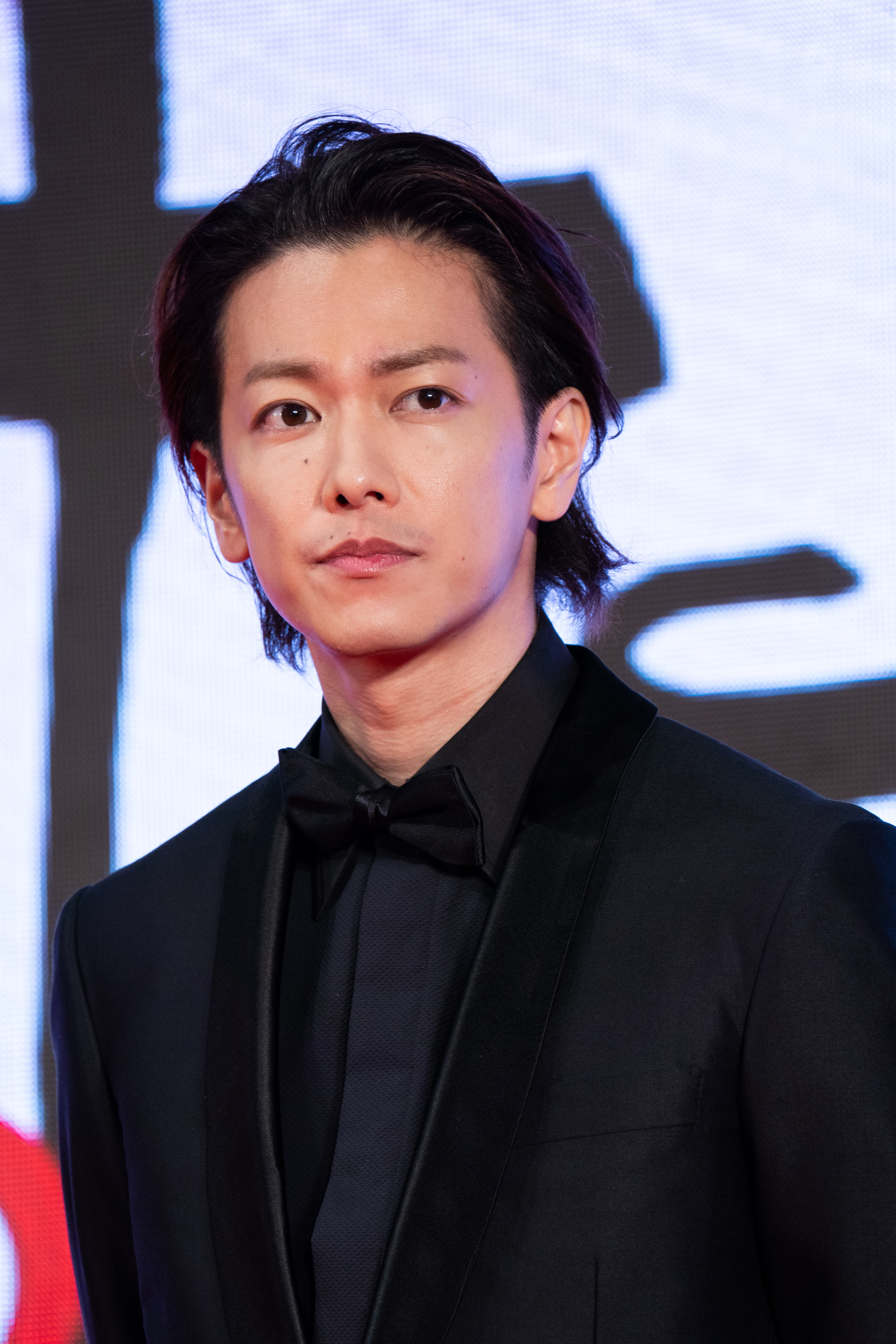
Szató Takeru
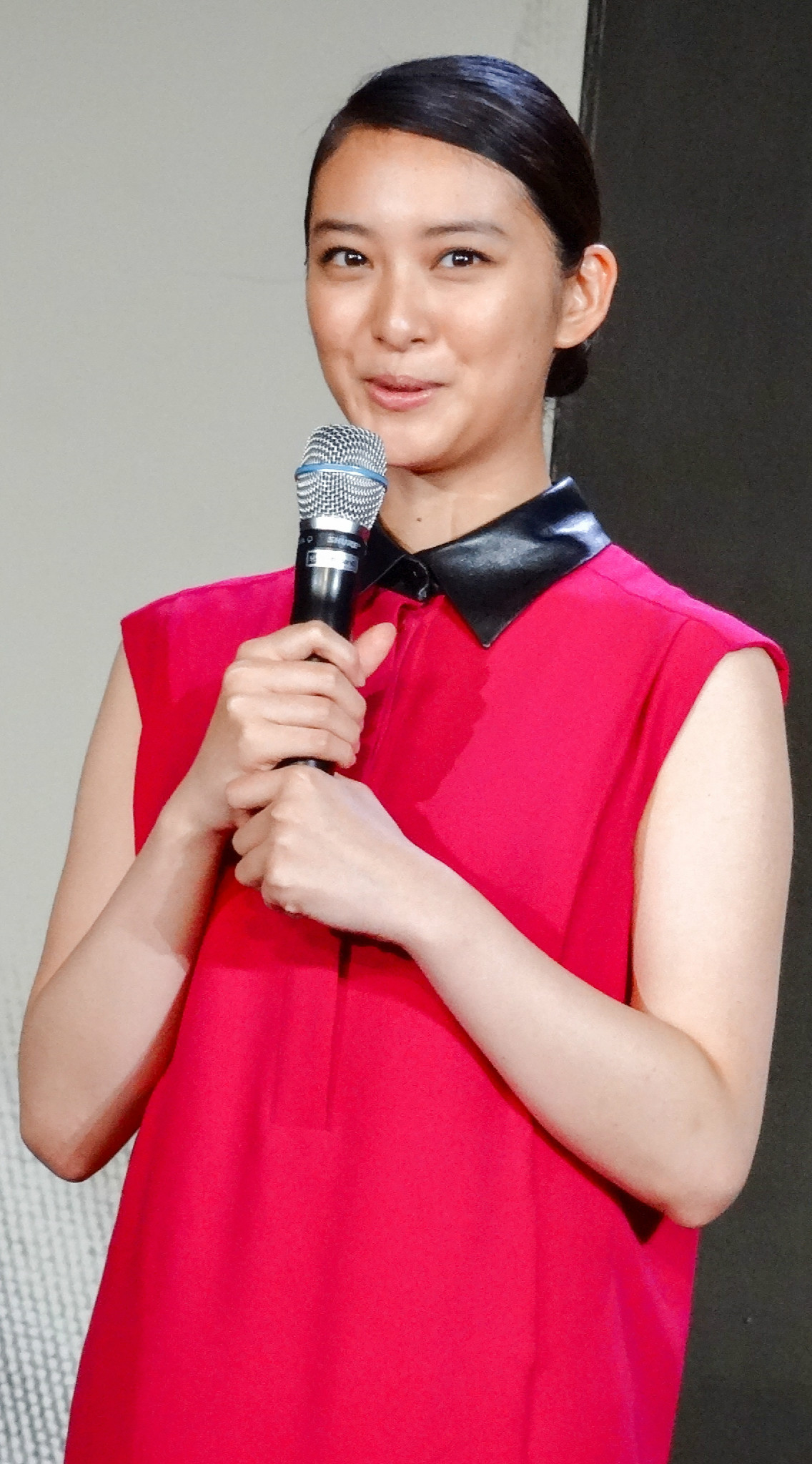
Takei Emi
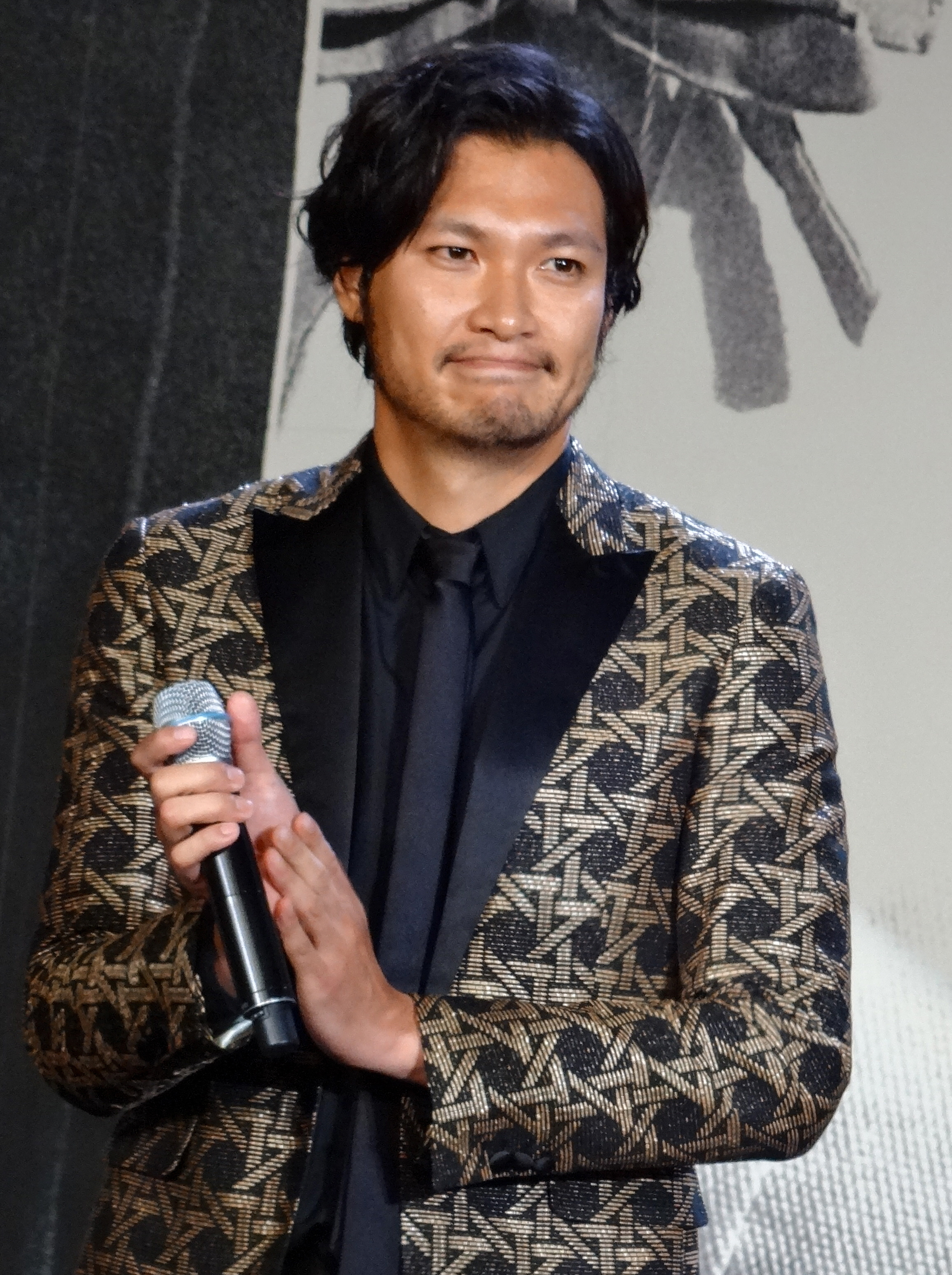
Aoki Munetaka
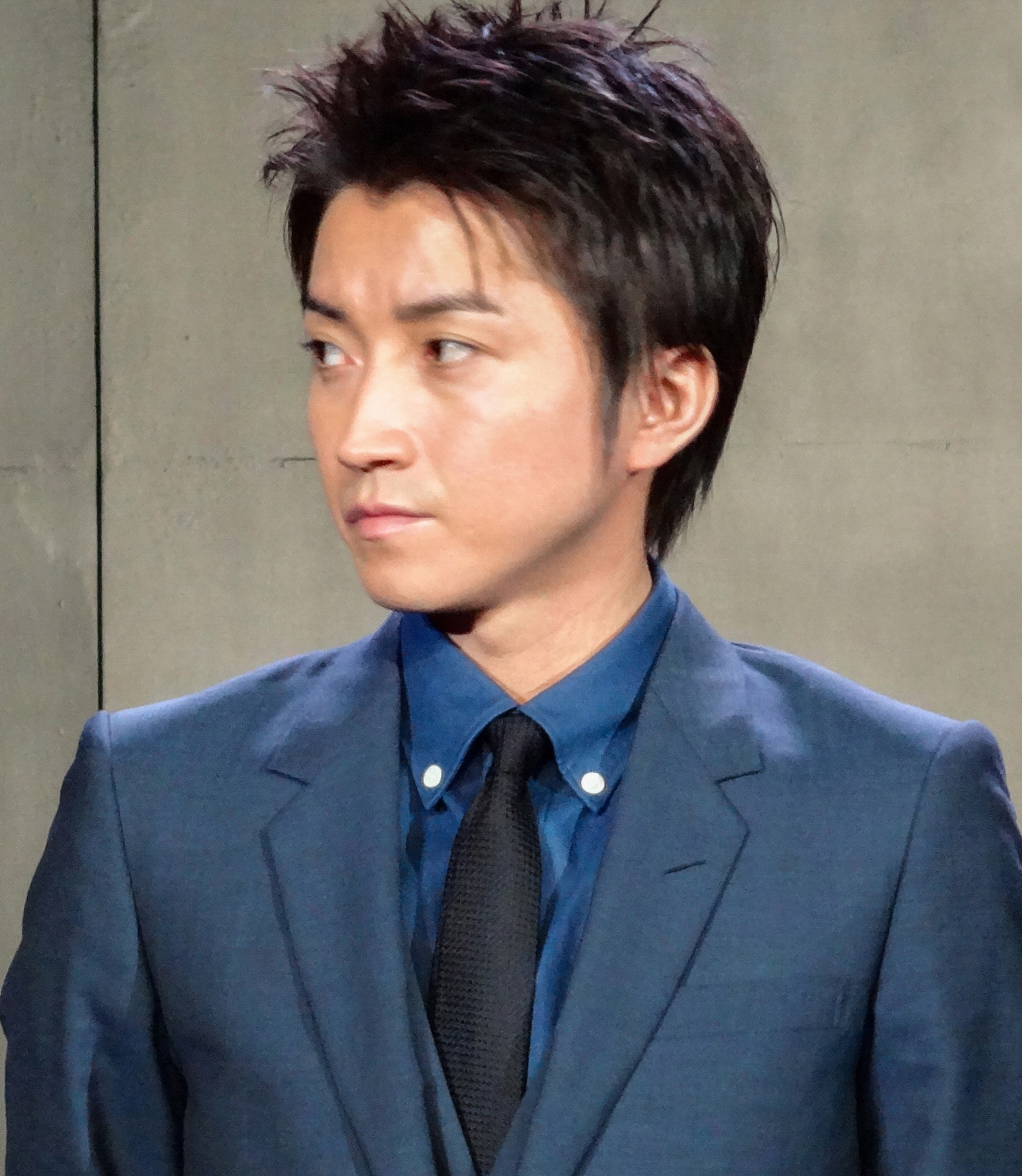
Fudzsivara Tacuja